# 大東町 (島根県)
大東町（だいとうちょう）は、かつて島根県の東部にあった町。大原郡に属した。
2004年11月1日に合併して現在は雲南市大東町となっている。

## 地理
島根県の内陸部に位置していた。

## 歴史
- 1889年（明治22年）4月1日 - 町村制の施行により、大東町・大東村・田中村・新庄村・清田村・金成村の区域をもって大東村が発足。
- 1903年（明治36年）11月6日 - 大東村が町制施行して大東町となる。
- 1951年（昭和26年）4月1日 - 阿用村・佐世村・幡屋村・春殖村と合併し、改めて大東町が発足。
- 1956年（昭和31年）4月1日 - 海潮村を編入。
- 2004年（平成16年）11月1日 - 加茂町・木次町・飯石郡三刀屋町・掛合町・吉田村と合併して雲南市が発足。同日大東町廃止。

## 教育
- 雲南市立阿用小学校
- 雲南市立海潮小学校
- 雲南市立佐世小学校
- 雲南市立大東小学校
- 雲南市立西小学校
- 雲南市立海潮中学校
- 雲南市立大東中学校
- 島根県立大東高等学校

## 交通

### 鉄道
- JR木次線 - 幡屋駅、出雲大東駅、南大東駅、下久野駅

### 県道
- 島根県道24号松江木次線
- 島根県道25号玉湯吾妻山線
- 島根県道53号大東東出雲線
- 島根県道157号出雲大東線
- 島根県道176号掛合大東線
- 島根県道268号上久野大東線

## 出身者
- 原仁史 - 元雲南市長[1]